# Nordausques
Nordausques är en kommun i departementet Pas-de-Calais i regionen Hauts-de-France i norra Frankrike. Kommunen ligger i kantonen Ardres som tillhör arrondissementet Saint-Omer. År 2022 hade Nordausques 1 293 invånare.

## Befolkningsutveckling
Antalet invånare i kommunen Nordausques
| Referens: INSEE |